# Eriocaulon carajense
Eriocaulon carajense är en gräsväxtart som beskrevs av Harold Norman Moldenke. Eriocaulon carajense ingår i släktet Eriocaulon och familjen Eriocaulaceae. Inga underarter finns listade i Catalogue of Life.